# Audi Q3 Sportback

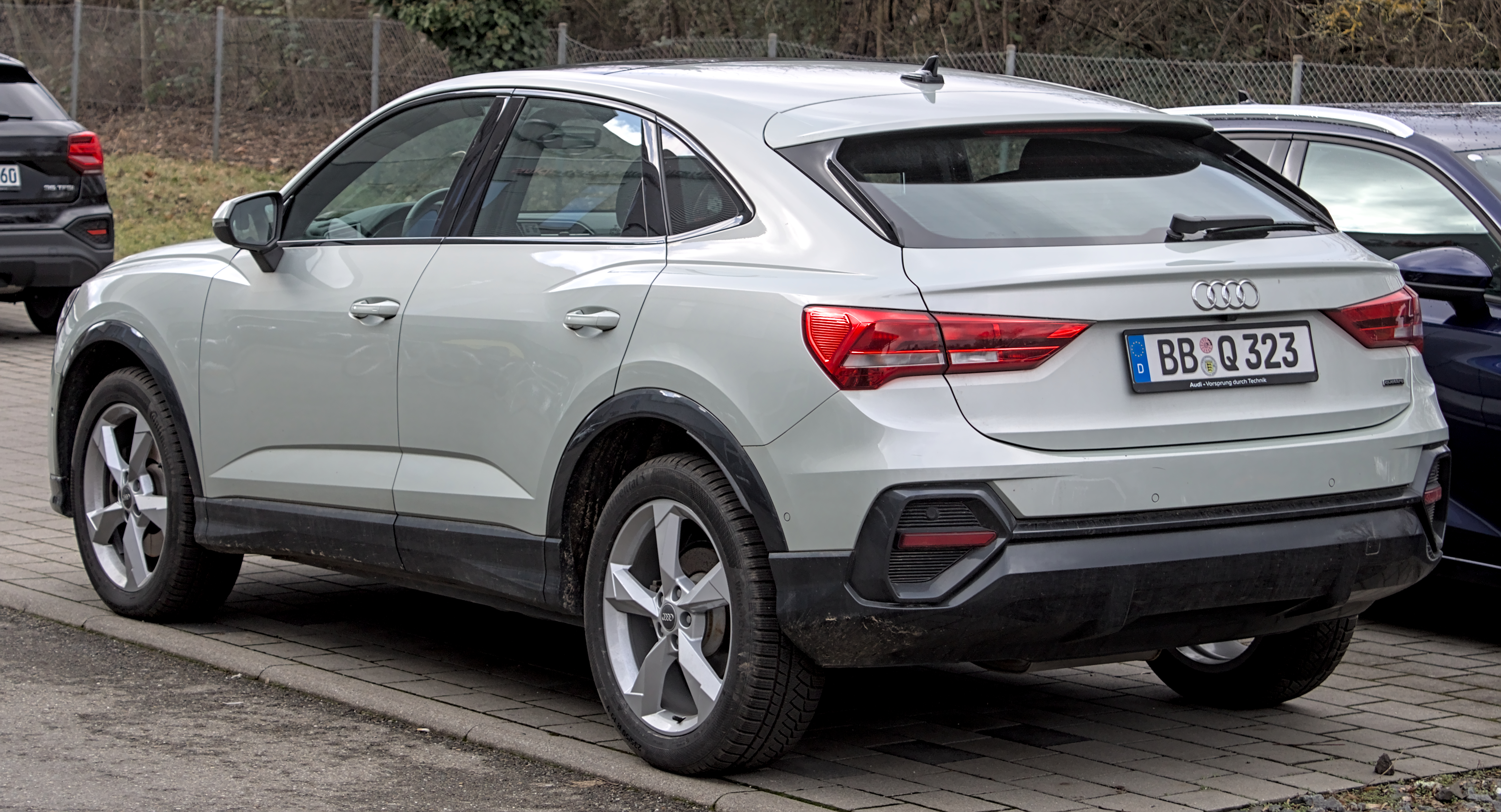
Heckansicht

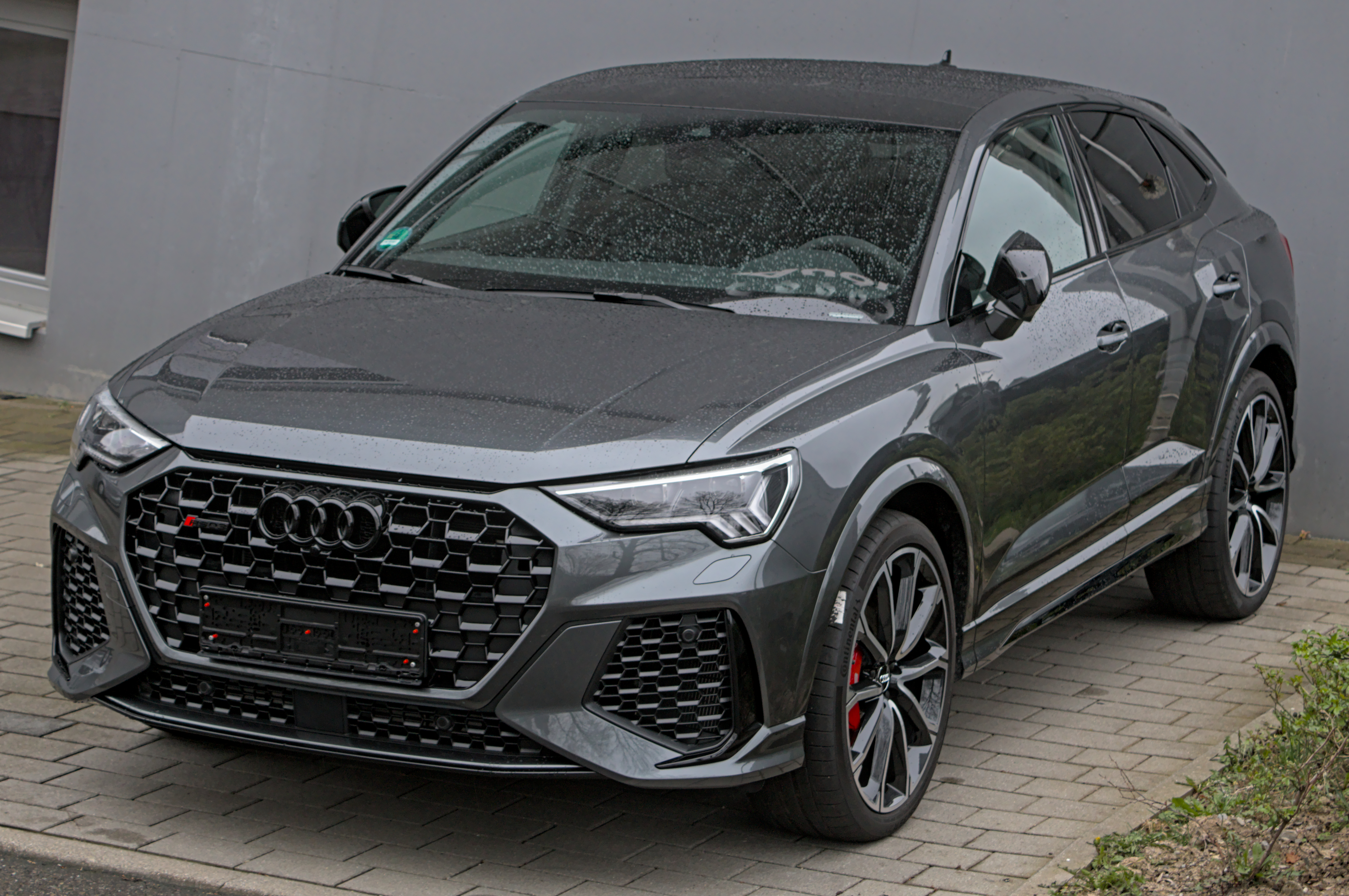
Audi RS Q3 Sportback

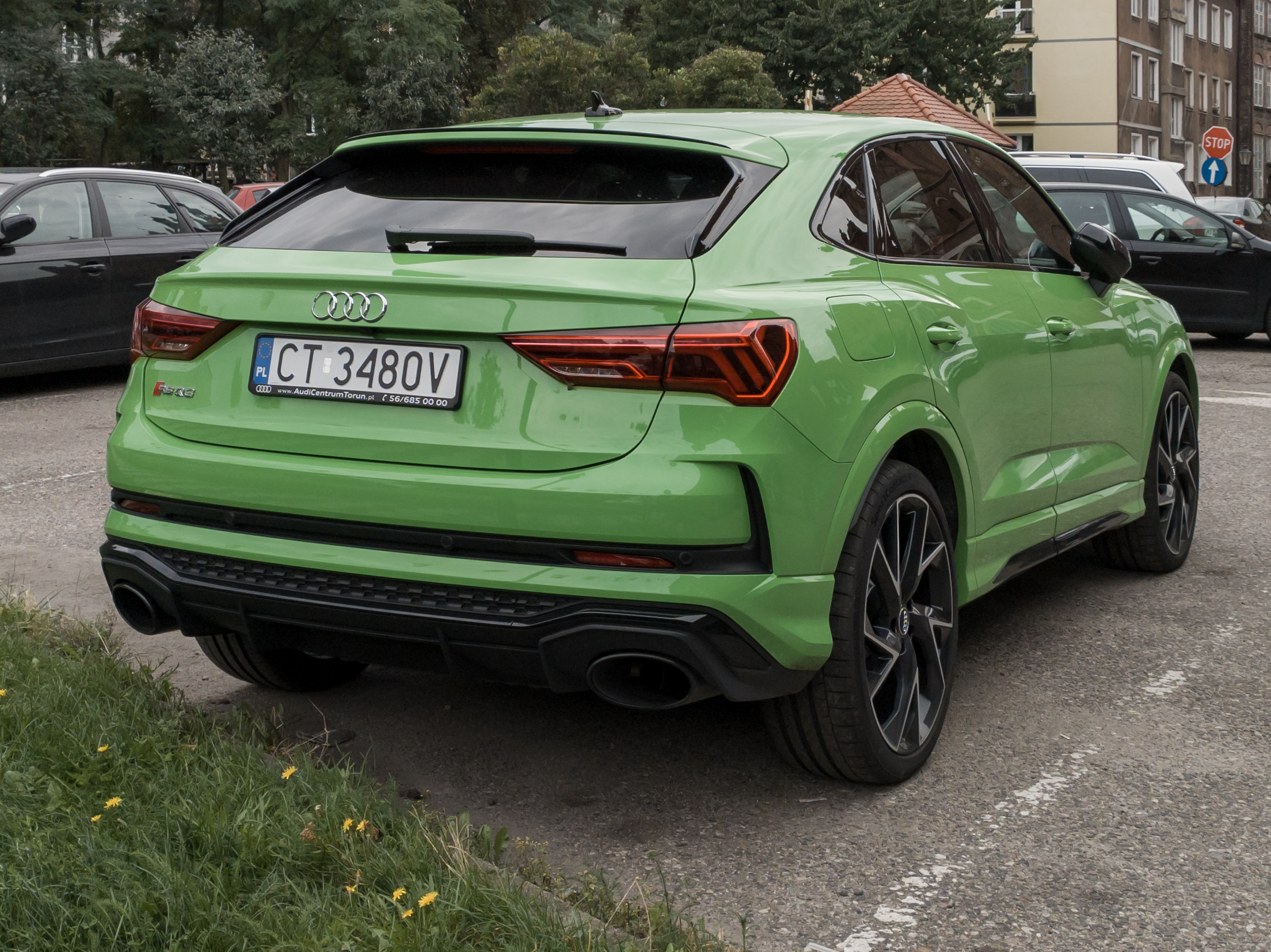
Heckansicht

Der Audi Q3 Sportback ist ein Crossover-SUV des deutschen Automobilherstellers Audi. Das auf dem Audi Q3 F3 basierende Fahrzeug kam im Herbst 2019 in den Handel.

## Geschichte
Das Fahrzeug wurde am 24. Juli 2019 vorgestellt. Messepremiere hatte es im September 2019 auf der Internationalen Automobil-Ausstellung in Frankfurt am Main. Im Herbst 2019 wurden die ersten Modelle ausgeliefert. Wie der Q3 F3 wird das SUV in Győr bei Audi Hungaria produziert. Zum Marktstart gab es außerdem das Sondermodell Edition One.
Im Oktober 2019 kam mit dem RS Q3 Sportback das Topmodell der Baureihe in den Handel.
Im Gegensatz zum ebenfalls als „SUV-Coupé“ bezeichneten Q8 nutzt der Q3 Sportback keine Nomenklatur mit geraden Ziffern. Als Q4 und Q6 werden mittlerweile batterieelektrische Sport Utility Vehicles vermarktet werden. Auf dem Genfer Auto-Salon im März 2019 präsentierte Audi dazu bereits das Konzeptfahrzeug Q4 e-tron concept.
Die Hersteller BMW und Mercedes-Benz bieten mit dem BMW X4 bzw. Mercedes-Benz GLC Coupé bereits seit einigen Jahren Sport Utility Vehicles mit flacherem Dach in diesem Segment an. Gegenüber einem normalen SUV steht für den Kunden der emotionale Nutzen im Vordergrund, weshalb diese Modelle zu einem höheren Preis verkauft werden können. Ein großer Beitrag zur Entwicklung dieser Fahrzeugklasse liegt in der Volksrepublik China, in der die Kunden einen ausdrucksstarken und dominanten Designstil bevorzugen, um ihren individuellen sozialen Aufstieg zu demonstrieren.

## Technik
Das Crossover-SUV baut auf dem modularen Querbaukasten des Volkswagen-Konzerns auf. Gegenüber dem Q3 F3 ist der Q3 Sportback etwas länger und hat ein flaches auslaufendes Dach, nutzt aber die gleiche Technik. Als erstes Fahrzeug der auf dem MQB-Baukasten aufbauenden Modelle nutzt der Q3 Sportback eine Mildhybrid-Technik mit 48-Volt-Bordnetz.
Das Kofferraumvolumen entspricht mit 530 Litern exakt dem des Q3 F3. Bei umgeklappter Rückbank beträgt es 1400 Liter und gegenüber dem Q3 F3 um 100 Liter weniger.

## Technische Daten
Zum Marktstart war das Fahrzeug mit einem aufgeladenen Zweiliter-Ottomotor des Typs VW EA888 mit Benzindirekteinspritzung und 169 kW (230 PS) oder einem aufgeladenen Zweiliter-Dieselmotor vom Typ VW EA288 evo mit Common-Rail-Einspritzung und 110 kW (150 PS) erhältlich. Später folgten Ottomotoren mit niedrigerer maximaler Leistung und ein Dieselmotor mit höherer maximaler Leistung. Außerdem wurde zwischen Oktober 2019 und Mai 2023 der 294 kW (400 PS) starke RS Q3 mit einem 2,5-Liter-Fünfzylinder-Ottomotor angeboten. Im Januar 2021 kam ein Plug-in-Hybrid mit 50 km elektrischer Reichweite dazu, wie er vergleichbar aus dem A3 40 TFSI e bekannt ist, jedoch in der Version mit etwas mehr Leistung des Verbrennungsmotors als 45 TFSI e.

### Ottomotoren
|                                              | 35 TFSI                    | 35 TFSI                    | 35 TFSI                    | 40 TFSI                    | 40 TFSI                    | 40 TFSI                    | 45 TFSI                    | 45 TFSI                    | 45 TFSI                    | 45 TFSI e                                        | RS Q3                      | RS Q3                      |
| -------------------------------------------- | -------------------------- | -------------------------- | -------------------------- | -------------------------- | -------------------------- | -------------------------- | -------------------------- | -------------------------- | -------------------------- | ------------------------------------------------ | -------------------------- | -------------------------- |
| Bauzeitraum                                  | 08/2019–08/2020            | 08/2020–02/2024            | seit 02/2024               | 01/2020–08/2020            | 03/2021–02/2024            | seit 02/2024               | 08/2019–10/2020            | 01/2021–02/2024            | seit 02/2024               | 01/2021–12/2023                                  | 10/2019–10/2020            | 10/2020–05/2023            |
| Motorkennbuchstaben                          | DADA, DPCA                 | DFYA                       |                            | DKTC                       |                            |                            | DKTA                       | DNPA                       |                            | DGEA                                             | DNWA                       | DNWA                       |
| Motorbaureihe                                | VW EA211evo                | VW EA211evo                | VW EA211 evo 2             | VW EA888                   | VW EA888                   | VW EA888                   | VW EA888                   | VW EA888                   | VW EA888                   | VW EA211                                         | VW EA855evo                | VW EA855evo                |
| Motorart                                     | Ottomotor                  | Ottomotor                  | Ottomotor                  | Ottomotor                  | Ottomotor                  | Ottomotor                  | Ottomotor                  | Ottomotor                  | Ottomotor                  | Ottomotor + Elektromotor                         | Ottomotor                  | Ottomotor                  |
| Motorbauart                                  | Reihenbauart               | Reihenbauart               | Reihenbauart               | Reihenbauart               | Reihenbauart               | Reihenbauart               | Reihenbauart               | Reihenbauart               | Reihenbauart               | Reihenbauart + permanenterregte Synchronmaschine | Reihenbauart               | Reihenbauart               |
| Motoraufladung                               | Turbolader                 | Turbolader                 | Turbolader                 | Turbolader                 | Turbolader                 | Turbolader                 | Turbolader                 | Turbolader                 | Turbolader                 | Turbolader                                       | Turbolader                 | Turbolader                 |
| Gemischaufbereitung                          | Benzindirekteinspritzung   | Benzindirekteinspritzung   | Benzindirekteinspritzung   | Benzindirekteinspritzung   | Benzindirekteinspritzung   | Benzindirekteinspritzung   | Benzindirekteinspritzung   | Benzindirekteinspritzung   | Benzindirekteinspritzung   | Benzindirekteinspritzung                         | Benzindirekteinspritzung   | Benzindirekteinspritzung   |
| Zylinder/Ventile                             | 4/16                       | 4/16                       | 4/16                       | 4/16                       | 4/16                       | 4/16                       | 4/16                       | 4/16                       | 4/16                       | 4/16                                             | 5/20                       | 5/20                       |
| Hubraum                                      | 1498 cm³                   | 1498 cm³                   | 1498 cm³                   | 1984 cm³                   | 1984 cm³                   | 1984 cm³                   | 1984 cm³                   | 1984 cm³                   | 1984 cm³                   | 1395 cm³                                         | 2480 cm³                   | 2480 cm³                   |
| max. Leistung bei 1/min, Verbrennungsmotor   | 110 kW (150 PS)/ 5000–6000 | 110 kW (150 PS)/ 5000–6000 | 110 kW (150 PS)/ 5000–6000 | 140 kW (190 PS)/ 4200–6700 | 140 kW (190 PS)/ 4200–6000 | 140 kW (190 PS)/ 4200–6000 | 169 kW (230 PS)/ 5000–6700 | 180 kW (245 PS)/ 5000–6500 | 180 kW (245 PS)/ 5250–6500 | 110 kW (150 PS)/ 5000–6000                       | 294 kW (400 PS)/ 5850–7000 | 294 kW (400 PS)/ 5850–7000 |
| max. Leistung, Elektromotor (Peak)           | —                          | —                          | —                          | —                          | —                          | —                          | —                          | —                          | —                          | 85 kW (116 PS)                                   | —                          | —                          |
| Dauerleistung Elektromotor                   | —                          | —                          | —                          | —                          | —                          | —                          | —                          | —                          | —                          | 55 kW (75 PS)                                    | —                          | —                          |
| max. Systemleistung                          | —                          | —                          | —                          | —                          | —                          | —                          | —                          | —                          | —                          | 180 kW (245 PS)                                  | —                          | —                          |
| max. Drehmoment bei 1/min, Verbrennungsmotor | 250 Nm/ 1500–3500          | 250 Nm/ 1500–3500          | 250 Nm/ 1500–3500          | 320 Nm/ 1500–4100          | 320 Nm/ 1500–4100          | 320 Nm/ 1500–4100          | 350 Nm/ 1500–4300          | 370 Nm/ 1600–4300          | 370 Nm/ 1600–4300          | 250 Nm/1550–3500                                 | 480 Nm/ 1950–5850          | 480 Nm/ 1950–5850          |
| max. Drehmoment, Elektromotor                | —                          | —                          | —                          | —                          | —                          | —                          | —                          | —                          | —                          | 330 Nm                                           | —                          | —                          |
| max. Systemdrehmoment                        | —                          | —                          | —                          | —                          | —                          | —                          | —                          | —                          | —                          | 400 Nm                                           | —                          | —                          |
| Antriebsart, serienmäßig                     | Vorderradantrieb           | Vorderradantrieb           | Vorderradantrieb           | Allradantrieb              | Allradantrieb              | Allradantrieb              | Allradantrieb              | Allradantrieb              | Allradantrieb              | Vorderradantrieb                                 | Allradantrieb              | Allradantrieb              |
| Antriebsart, optional                        | —                          | —                          | —                          | —                          | —                          | —                          | —                          | —                          | —                          | —                                                | —                          | —                          |
| Getriebe, serienmäßig                        | 6-Gang-Schaltgetriebe      | 6-Gang-Schaltgetriebe      | 6-Gang-Schaltgetriebe      | 7-Gang-S-tronic            | 7-Gang-S-tronic            | 7-Gang-S-tronic            | 7-Gang-S-tronic            | 7-Gang-S-tronic            | 7-Gang-S-tronic            | 6-Gang-S-tronic                                  | 7-Gang-S-tronic            | 7-Gang-S-tronic            |
| Getriebe, optional                           | 7-Gang-S-tronic            | 7-Gang-S-tronic            | 7-Gang-S-tronic            | —                          | —                          | —                          | —                          | —                          | —                          | —                                                | —                          | —                          |
| Beschleunigung, 0–100 km/h                   | 9,5–9,6 s                  | 9,5 s                      | 9,1–9,4 s                  | 7,4 s                      | 7,3 s                      | 7,3 s                      | 6,5 s                      | 5,8 s                      | 5,8 s                      | 7,3 s                                            | 4,5 s                      | 4,5 s                      |
| Höchstgeschwindigkeit                        | 201–204 km/h               | 201–207 km/h               | 204 km/h                   | 220 km/h                   | 220 km/h                   | 219 km/h                   | 233 km/h                   | 235 km/h                   | 233 km/h                   | 210 km/h                                         | 250 km/h (1) 280 km/h (2)  | 250 km/h (1) 280 km/h (2)  |
| Leergewicht                                  | 1535–1605 kg               | 1525–1605 kg               | 1525–1570 kg               | 1695 kg                    | 1695 kg                    | 1695 kg                    | 1700 kg                    | 1700 kg                    | 1695 kg                    | 1815 kg                                          | 1775 kg                    | 1775 kg                    |
| Kraftstoffverbrauch auf 100 km, kombiniert   | 5,7–6,0 l Super            | 5,6–6,1 l Super            | 6,6–7,2 l Super            | 7,2–7,5 l Super            | 6,7–7,0 l Super            | 7,8–8,4 l Super            | 7,3–7,7 l Super            | 7,2–7,5 l Super            | 8,5–9,1 l Super            | 1,4–1,7 l Super                                  | 8,8–8,9 l Super            | 8,8–9,0 l Super            |
| CO2-Emission, kombiniert                     | 130–137 g/km               | 129–139 g/km               | 150–165 g/km               | 165–171 g/km               | 153–161 g/km               | 178–192 g/km               | 166–174 g/km               | 164–172 g/km               | 192–207 g/km               | 33–38 g/km                                       | 202–204 g/km               | 201–206 g/km               |
| Abgasnachbehandlung, PM                      | Ottopartikelfilter         | Ottopartikelfilter         | Ottopartikelfilter         | Ottopartikelfilter         | Ottopartikelfilter         | Ottopartikelfilter         | Ottopartikelfilter         | Ottopartikelfilter         | Ottopartikelfilter         | Ottopartikelfilter                               | Ottopartikelfilter         | Ottopartikelfilter         |
| Abgasnorm nach EU-Klassifikation             | Euro 6d-TEMP-EVAP-ISC      | Euro 6d-ISC-FCM            | Euro 6e                    | Euro 6d-TEMP-EVAP-ISC      | Euro 6d-ISC-FCM            | Euro 6e                    | Euro 6d-TEMP-EVAP-ISC      | Euro 6d-ISC-FCM            | Euro 6e                    | Euro 6d-ISC-FCM                                  | Euro 6d-TEMP-EVAP-ISC      | Euro 6d-ISC-FCM            |

### Dieselmotoren
|                                            | 35 TDI                    | 35 TDI                    | 35 TDI                    | 40 TDI                    | 40 TDI                    | 40 TDI                    |
| ------------------------------------------ | ------------------------- | ------------------------- | ------------------------- | ------------------------- | ------------------------- | ------------------------- |
| Bauzeitraum                                | 08/2019–08/2020           | 08/2020–02/2024           | seit 02/2024              | 10/2019–08/2020           | seit 02/2024              | 08/2020–02/2024           |
| Motorkennbuchstaben                        | DFGA                      |                           |                           | DFHA                      |                           | DTUA                      |
| Motorbaureihe                              | VW EA288 evo              | VW EA288 evo              | VW EA288 evo              | VW EA288 evo              | VW EA288 evo              | VW EA288 evo              |
| Motorart                                   | Dieselmotor               | Dieselmotor               | Dieselmotor               | Dieselmotor               | Dieselmotor               | Dieselmotor               |
| Motorbauart                                | Reihenbauart              | Reihenbauart              | Reihenbauart              | Reihenbauart              | Reihenbauart              | Reihenbauart              |
| Motoraufladung                             | Turbolader                | Turbolader                | Turbolader                | Turbolader                | Turbolader                | Turbolader                |
| Gemischaufbereitung                        | Common-Rail-Einspritzung  | Common-Rail-Einspritzung  | Common-Rail-Einspritzung  | Common-Rail-Einspritzung  | Common-Rail-Einspritzung  | Common-Rail-Einspritzung  |
| Zylinder/Ventile                           | 4/16                      | 4/16                      | 4/16                      | 4/16                      | 4/16                      | 4/16                      |
| Hubraum                                    | 1968 cm³                  | 1968 cm³                  | 1968 cm³                  | 1968 cm³                  | 1968 cm³                  | 1968 cm³                  |
| max. Leistung bei 1/min                    | 110 kW (150 PS)/3500–4000 | 110 kW (150 PS)/3000–4200 | 110 kW (150 PS)/3000–4200 | 140 kW (190 PS)/1900–3300 | 142 kW (193 PS)/3500–4200 | 147 kW (200 PS)/3600–4100 |
| max. Drehmoment bei 1/min                  | 340 Nm/1750–3000          | 360 Nm/1600–2750          | 360 Nm/1600–2750          | 400 Nm/1900–3300          | 400 Nm/1750–3250          | 400 Nm/1750–3500          |
| Antriebsart, serienmäßig                   | Vorderradantrieb          | Vorderradantrieb          | Vorderradantrieb          | Allradantrieb             | Allradantrieb             | Allradantrieb             |
| Antriebsart, optional                      | Allradantrieb             | Allradantrieb             | —                         | —                         | —                         | —                         |
| Getriebe, serienmäßig                      | 6-Gang-Schaltgetriebe     | 6-Gang-Schaltgetriebe     | 7-Gang-S-tronic           | 7-Gang-S-tronic           | 7-Gang-S-tronic           | 7-Gang-S-tronic           |
| Getriebe, optional                         | 7-Gang-S-tronic           | 7-Gang-S-tronic           | —                         | —                         | —                         | —                         |
| Beschleunigung, 0–100 km/h                 | 9,3 s                     | 9,3–9,4 s                 | 9,3 s                     | 8,3 s                     | 7,6 s                     | 7,3 s                     |
| Höchstgeschwindigkeit                      | 205–207 km/h              | 201–202 km/h              | 200 km/h                  | 217 km/h                  | 216 km/h                  | 224 km/h                  |
| Leergewicht                                | 1655–1710 kg              | 1655–1735 kg              | 1655 kg                   | 1770 kg                   | 1735 kg                   | 1735 kg                   |
| Kraftstoffverbrauch auf 100 km, kombiniert | 4,7–5,7 l Diesel          | 4,6–5,1 l Diesel          | 5,5–6,0 l Diesel          | 5,5–5,7 l Diesel          | 6,4–6,9 l Diesel          | 5,3–5,5 l Diesel          |
| CO2-Emission, kombiniert                   | 123–151 g/km              | 121–135 g/km              | 144–157 g/km              | 145–149 g/km              | 167–181 g/km              | 139–144 g/km              |
| Abgasnachbehandlung, PM                    | Dieselpartikelfilter      | Dieselpartikelfilter      | Dieselpartikelfilter      | Dieselpartikelfilter      | Dieselpartikelfilter      | Dieselpartikelfilter      |
| Abgasnachbehandlung, NOX                   | SCR-Katalysator           | SCR-Katalysator           | SCR-Katalysator           | SCR-Katalysator           | SCR-Katalysator           | SCR-Katalysator           |
| Abgasnorm nach EU-Klassifikation           | Euro 6d-TEMP-EVAP-ISC     | Euro 6d-ISC-FCM           | Euro 6e                   | Euro 6d-TEMP-EVAP-ISC     | Euro 6e                   | Euro 6d-ISC-FCM           |